# Bad Rappenau
Bad Rappenau (MAF: /baːt ˈʁapənaʊ̯/, posłuchajⓘ) – miasto uzdrowiskowe w Niemczech, w kraju związkowym Badenia-Wirtembergia, w rejencji Stuttgart, w regionie Heilbronn-Franken, w powiecie Heilbronn, siedziba wspólnoty administracyjnej Bad Rappenau. Leży ok. 15 km na północny zachód od Heilbronn, przy linii kolejowej Bad Friedrichshall-Heidelberg.

## Galeria

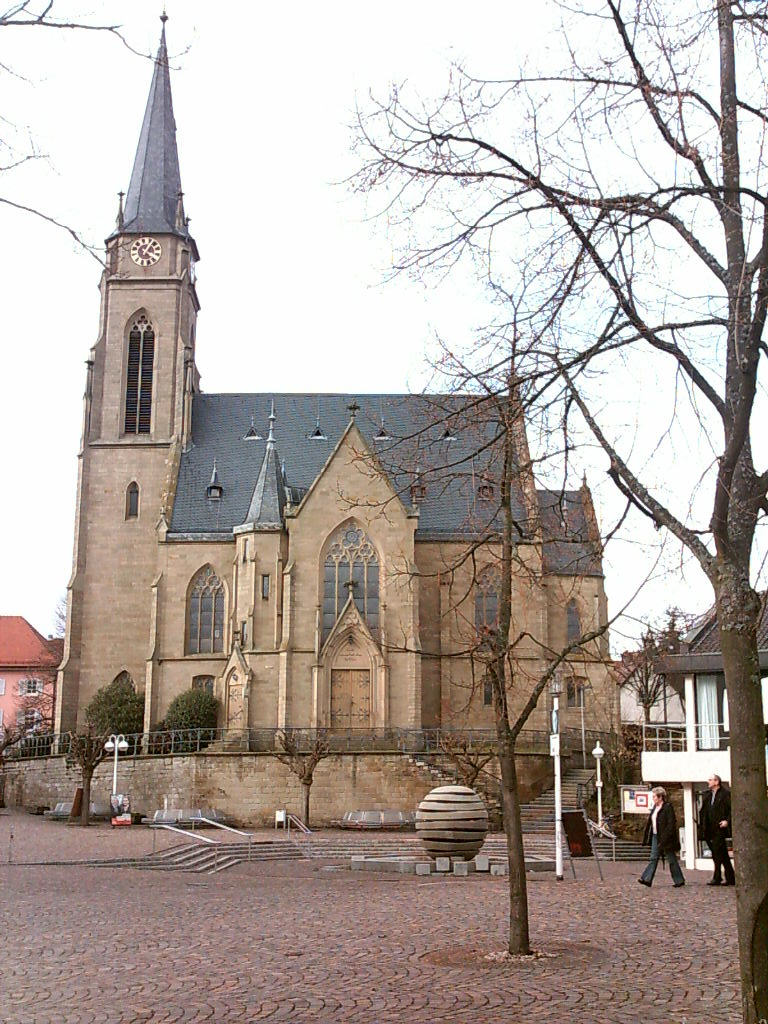
Kościół ewangelicki
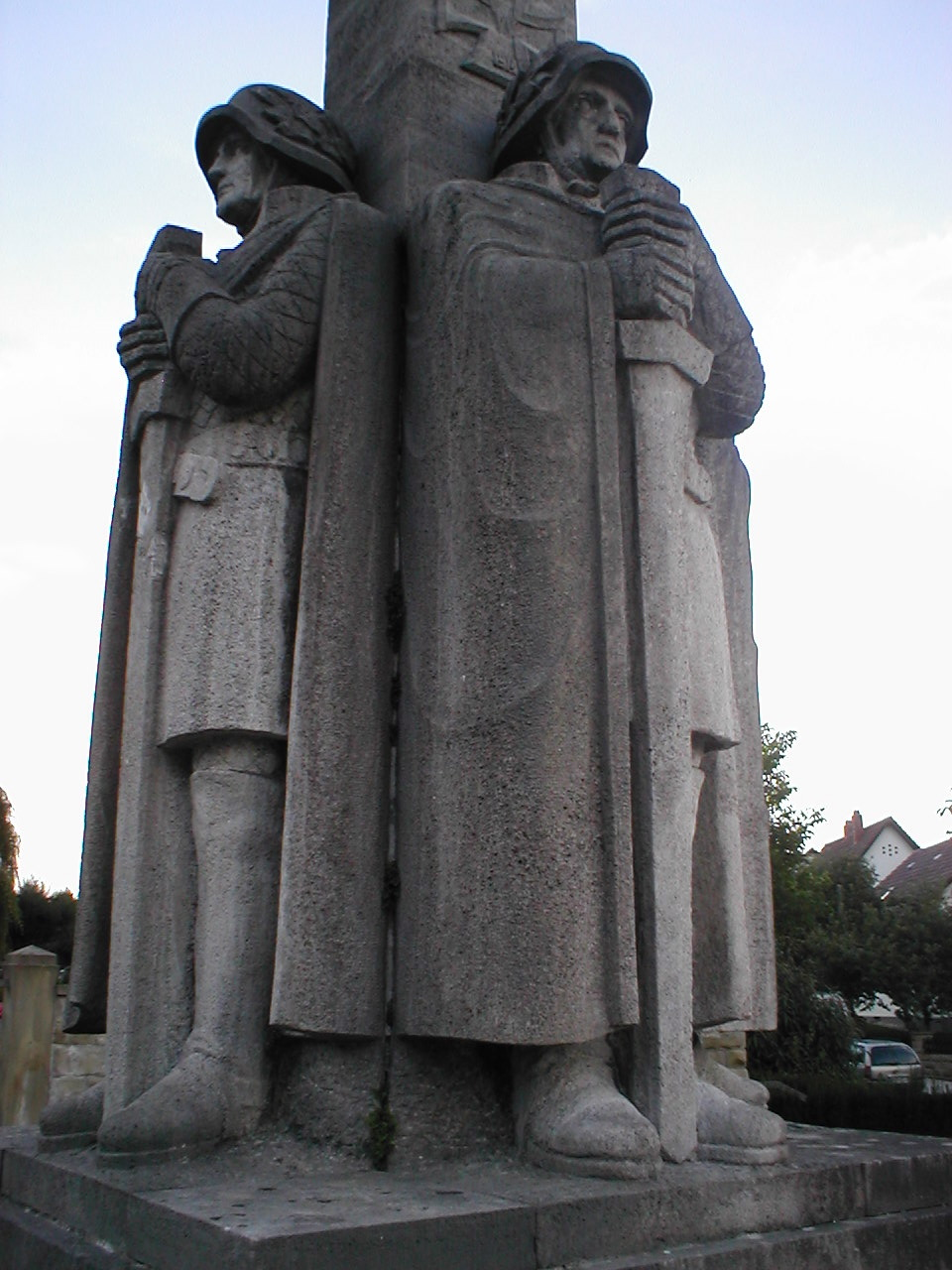
Pomnik poległych
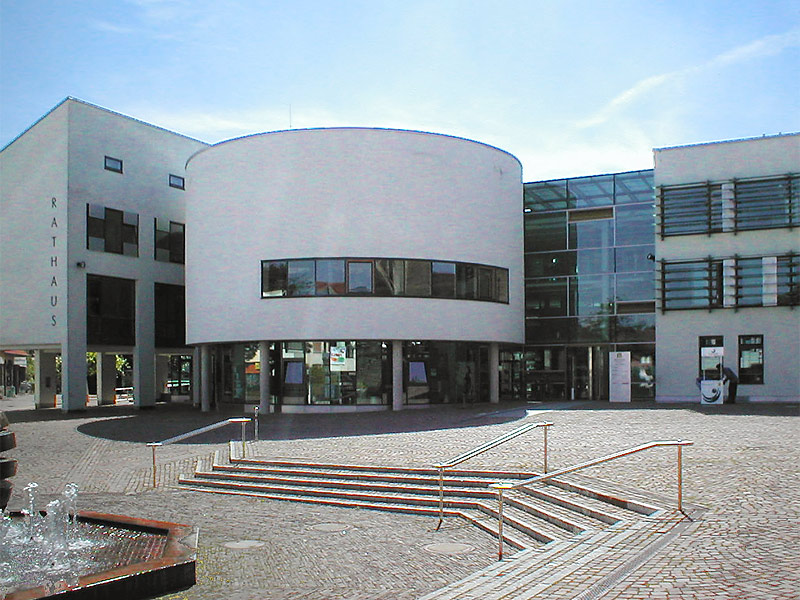
Ratusz